# 豊橋高等技術専門校

豊橋高等技術専門校

豊橋高等技術専門校（とよはしこうとうぎじゅつせんもんこう）は、愛知県豊橋市にある職業訓練法人豊橋共同職業訓練協会が運営する認定職業訓練による職業能力開発校。

## 所在地
愛知県豊橋市前田南町二丁目19-7

## 沿革
- 1977年（昭和52年）- それまで別々に職業訓練を実施していた5団体（豊橋大工組合、東三河板金工業組合、東三河建具商工業組合、東三河左官業組合、硝子商組合）が職業訓練法人豊橋共同職業訓練協会を設立。併せてそれまで別々に行っていた訓練所を統合し、豊橋共同職業訓練校を開校。
- 1979年（昭和54年）- 豊橋造園組合が加入
- 1990年（平成2年）- 校名を現在の豊橋高等技術専門校と改める。

## 訓練科
- 木工科（平成19年度より再開）
- 木造建築科
- 造園科
- 板金科